# Bibiana Ballbè

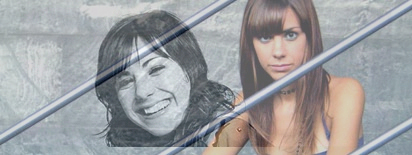
Bibiana Ballbè

Bibiana Ballbè Serra (* 28. September 1977 in Barcelona, Katalonien) ist eine spanische Fernsehmoderatorin und Schauspielerin.

## Leben
Bibiana Ballbè besuchte von 1991 bis 1995 die Vacaville High School im US-Bundesstaat Kalifornien. Von 1995 bis 1999 machte sie ihren MBA in Kommunikationswissenschaften an der Europäischen Universität in Barcelona. Sie schrieb 1999 und 2000 ihre Dissertation bei der Pressestelle des Bundesministeriums für Wirtschaft und Technologie in Bonn. Von 2001 bis 2002 studierte sie an der Westfälischen Wilhelms-Universität in Münster.
Die Spanierin kam im Juni 2001 zum deutschen Musiksender VIVA und sagte dort anfangs als einzige Ansagerin des Senders die Themen der nächsten Sendungen an. Sie moderierte zahlreiche Sendungen wie Planet VIVA, Chartsurfer, Was geht ab? oder Ritmo, wo sie auch als Produzentin tätig war. Eine Moderation der Sendung Interaktiv war zunächst geplant. Ab Januar 2002 moderierte sie abwechselnd mit ihrer Kollegin Janin Reinhardt die Sendung Inside, ehe sie den Sender 2004 verließ.
Seit 2003 ist sie im spanischen Fernsehen zu sehen. Dort moderierte sie von 2003 bis 2008 beim katalanischen Sender TV3 ein alternatives Jugendmagazin namens Silenci? mit den Themen Musik, Kino, Mode, Zeitschriften und anderen.
Ballbè spielte im März 2008 in dem von Sat.1 produzierten Film Don Quichote – Gib niemals auf! zusammen mit Christoph Maria Herbst.
2009 moderierte sie das tägliche Kulturmagazin Anima bei TV3. Seit 2010 moderiert und produziert sie die wöchentliche Kultursendung Bestiari Il·lustrat bei Canal 33.